# Xã Spring, Quận Berks, Pennsylvania
Xã Spring (tiếng Anh: Spring Township) là một xã thuộc quận Berks, tiểu bang Pennsylvania, Hoa Kỳ. Năm 2010, dân số của xã này là 27.119 người.